# Капітель
Капіте́ль (лат. capitellum — «головка») — верхня частина колони, що бере на себе навантаження від горизонтальних балок перекриття.

## Типи капітелей

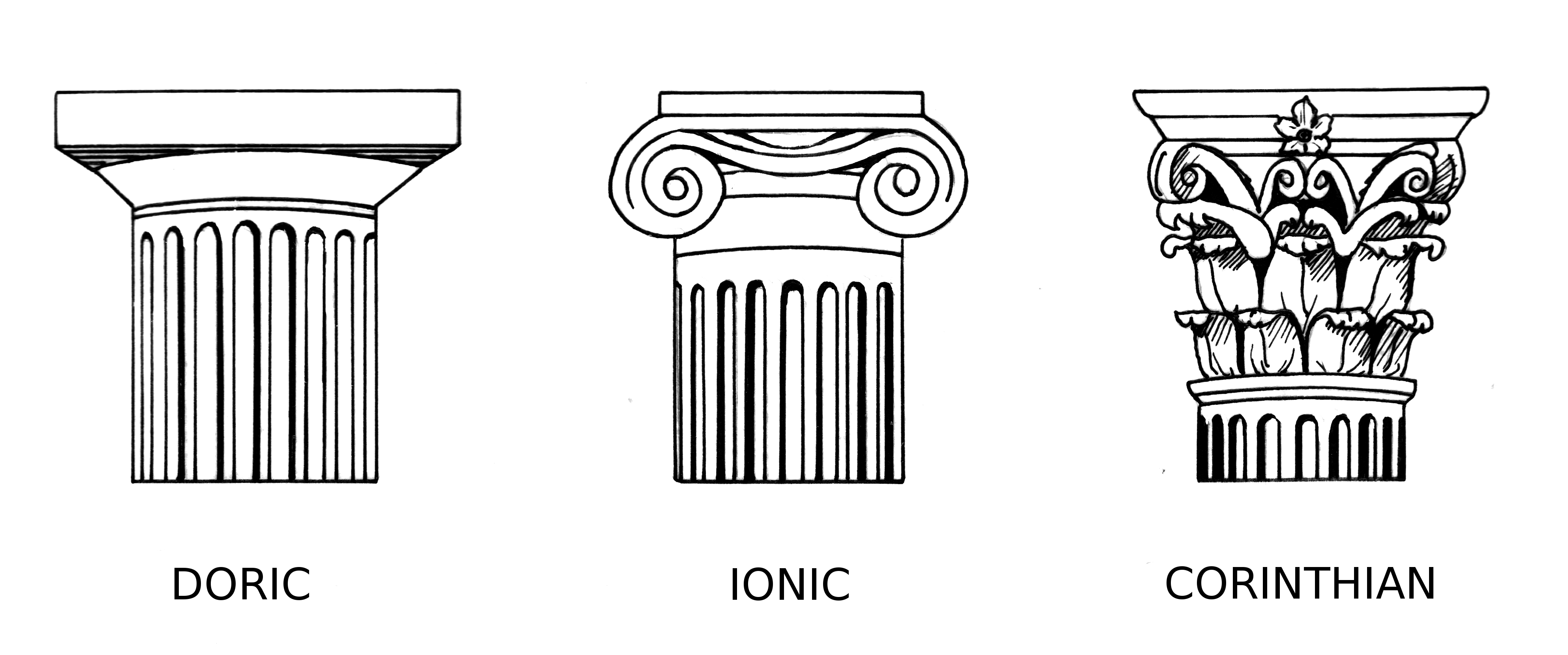
Види капітелі

З античної архітектури відомі чотири основних типи капітелей:
- дорична — складається з шийки, ехіна і абаки
- іонічна — з ехіном, оздобленими іоніками та волютами
- коринфська — у вигляді дзвона, оздобленого листям аканта
- композитна капітель, що є поєднанням останніх двох[1]

Інші типи:
- кубічна (або кубовата) — у формі перевернутої зрізаної піраміди
- лотосоподібна (пальмоподібна) — у формі дзвона, оздобленого зображенням листків відповідної рослини